# Verwaltungsgemeinschaft Thale

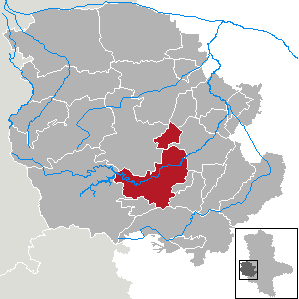
Ligging Verwaltungsgemeinschaft Thale

In de voormalige Verwaltungsgemeinschaft Thale werkten twee gemeenten uit de Landkreis Harz in Duitsland samen ter vervulling van de gemeentelijke taken. De verwaltungsgemeinschaft ontstond op 1 januari 1994 en bestond oorspronkelijk uit vier gemeenten. Na annexatie van de gemeenten Weddersleben en Neinstedt op 1 januari 2009 en Westerhausen op 1 september 2010 door Thale werd de verwaltungsgemeinschaft opgeheven.

## Deelnemende gemeenten
- Thale, stad
- Neinstedt (tot 1 januari 2009)
- Weddersleben (tot 1 januari 2009)
- Westerhausen